# Административное деление Кореи в колониальный период
Корея была аннексирована Японской империей 29 августа 1910 года, спустя 5 лет после того, как над ней был установлен японский протекторат. С 1910 по 1945 год она была японской колонией. В это время власть на полуострове принадлежала японскому генерал-губернатору и его аппарату.
В этот период Корея подразделялась на 13 провинций (яп. 道, до). Провинции делились на города областного значения (яп. 府, фу), уезды (яп. 郡, гун) и острова (яп. 島, то). Более мелкими административными единицами были район (яп. 面, мэн) и селение (яп. 邑, ю). Районы и селения, в свою очередь, подразделялись на кварталы (яп. 洞 то:) и деревни (яп. 里, ри).
Во время своего правления колониальные власти провели в Корее ряд реформ, реорганизовывавших административно-территориальное деление полуострова, а также вводивших в Корее ограниченное местное самоуправление.

## История
В 1910 году аппарат генерал-губернатора Кореи выпустил Указ № 354 «О местной администрации в генерал-губернаторстве Корея» (яп. 朝鮮總督府地方官制). Генерал-губернаторство сохранило 13 провинций времён Корейской империи, двенадцати городам был придан статус городов областного значения. Было учреждено 317 уездов и 4322 района.
1 марта 1914 года в Корее была проведена административная реформа. Согласно ей, число уездов сокращалось с 317 до 218, районов — с 4322 до 2522.

## Провинции
| Название провинции                     | Административный центр    | Население | Площадь (кв. км.) | Административное деление                        | Управление провинции |
| -------------------------------------- | ------------------------- | --------- | ----------------- | ----------------------------------------------- | -------------------- |
| Кэйкидо (Кёнгидо) 京畿道               | Кэйдзё (Сеул) 京城        | 2 392 296 | 12 820,88         | 3 города областного значения, 20 уездов         |                      |
| Когэндо (Канвондо) 江原道              | Сюнсэн (Чхунчхон) 春川    | 1 529 071 | 26 262,99         | 21 уезд                                         |                      |
| Тюсэй-хокудо (Чхунчхон-Пукто) 忠清北道 | Сэйсю (Чхонджу) 清州      | 907 055   | 7 418,38          | 10 уездов                                       |                      |
| Тюсэй-нандо (Чхунчхон-Намдо) 忠清南道  | Тайдэн (Тэджон) 大田      | 1 482 963 | 8 106,44          | 1 город областного значения, 14 уездов          |                      |
| Дзэнра-хокудо (Чолла-Пукто) 全羅北道   | Дзэнсю (Чонджу) 全州      | 1 540 686 | 8 552,39          | 2 города областного значения, 14 уездов         |                      |
| Дзэнра-нандо (Чолла-Намдо) 全羅南道    | Косю (Кванджу) 光州       | 2 416 341 | 13 887,37         | 2 города областного значения, 21 уезд, 1 остров |                      |
| Кэйсё-хокудо (Кёнсан-Пукто) 慶尚北道   | Тайкю (Тэгу) 大邱         | 2 454 275 | 18 988,83         | 1 город областного значения, 22 уезда, 1 остров |                      |
| Кэйсё-нандо (Кёнсан-Намдо) 慶尚南道    | Фудзан (Пусан) 釜山       | 2 214 406 | 12 304,58         | 2 города областного значения, 19 уездов         |                      |
| Хэйан-хокудо (Пхёнан-Пукто) 平安北道   | Сингисю (Синыйджу) 新義州 | 1 620 882 | 28 444,5          | 1 город областного значения, 19 уездов          |                      |
| Хэйан-нандо (Пхёнан-Намдо) 平安南道    | Хэйдзё (Пхеньян) 平壌     | 1 434 540 | 14 939,25         | 2 города областного значения, 14 уездов         |                      |
| Кокайдо (Хванхэдо) 黄海道              | Кайсю (Хэджу) 海州        | 1 639 250 | 16 737,66         | 17 уездов                                       |                      |
| Канкё-хокудо (Хамгён-Пукто) 咸鏡北道   | Сэйсин (Чхонджин) 清津    | 813 893   | 20 346,76         | 2 города областного значения, 11 уездов         |                      |
| Канкё-нандо (Хамгён-Намдо) 咸鏡南道    | Канко (Хамхын) 咸興       | 1 602 178 | 31 978,41         | 2 города областного значения, 16 уездов         |                      |

## Города областного значения
Ряд корейских городов в колониальный период имели статус города областного значения. Возглавлял город мэр (яп. 府尹, фуин).
В 1914 году 12-ти корейским городами был присвоен статус города областного значения
- Кэйдзё (Сеул) 京城府
- Дзинсэн (Инчхон) 仁川府
- Гундзан (Кунсан) 群山府
- Моппо (Мокпхо) 木浦府

- Тайкю (Тэгу) 大邱府
- Фудзан (Пусан) 釜山府
- Бадзан (Масан) 馬山府
- Хэйдзё (Пхеньян) 平壌府

- Тиннампо (Нампхо) 鎮南浦府
- Сингисю (Синыйджу) 新義州府
- Гэндзан (Вонсан) 元山府
- Сэйсин (Чхонджин) 清津府

Позднее этот статус получили следующие города
- Кайдзё (Кэсон) 開城府 (1930)
- Канко (Хамхын) 咸興府 (1930)
- Тайдэн (Тэджон) 大田府 (1935)
- Дзэнсю (Чонджу) 全州府 (1935)

- Косю (Кванджу) 光州府 (1935)
- Расин (Раджин) 羅津府 (1936)
- Кайсю (Хэджу) 海州府 (1938)
- Синсю (Чинджу) 晋州府 (1939)

- Дзёсин (Кимчхэк) 城津府 (1941)
- Конан (Хыннам) 興南府 (декабрь 1944 года)

## Эмблемы городов
- Кэйдзё(Сеул), 1918-1925
- Кэйдзё(Сеул), 1926-1945
- Хэйдзё (Пхеньян)
- Фудзан (Пусан)
- Сэйсин (Чхонджин)
- Тайкю (Тэгу)
- Дзинсэн (Инчхон)
- Гэндзан (Вонсан)
- Гундзан (Кунсан)
- Моппо (Мокпхо)
- Бадзан (Масан)
- Тиннампо (Нампхо)
- Сингисю (Синыйджу)

## Уезды и острова
Уезды возглавлял уездный начальник (яп. 郡長, гунтё:). На 1910 год в Корее было 317 уездов, но в ходе крупномасштабной реформы 1914 года их число было сокращено до 218.
В мае 1915 года в Корее был образован новый тип административных единиц — остров. Этот статус получили острова Сайсюто и Уцурёто (ныне Чеджудо и Уллындо соответственно), ранее считавшиеся уездами. Руководство на островах осуществлял губернатор острова (яп. 島司, то:си).

## Районы и селения
Районы и селения возглавляли управляющие (яп. 面長, мэнтё: и 邑長, ю:тё: соответственно).

## Местное самоуправление
В японских колониях не действовало законодательство метрополии, поэтому система самоуправления в Корее отличалась от той, что была принята в собственно Японии. Высшая законодательная и исполнительная власть на полуострове принадлежала генерал-губернатору.
В октябре 1920 года в Корее появилось местное самоуправление. Были учреждены советы в провинциях, городах областного типа и районах.
Совет провинции состоял из депутатов, число которых варьировалось от 18 до 37 в зависимости от населения провинции. Депутаты избирались по следующей схеме: сначала члены районных и городских советов избирали из собственного числа список кандидатов в депутаты. Затем губернатор провинции выбирал из этого списка тех, кто казался ему подходящим на роль депутата и назначал их членами провинциального совета. Таким образом формировались две трети состава совета провинции. Оставшаяся треть депутатов назначалась губернатором напрямую. Депутаты провинциальных советов работали на общественных началах. Их срок полномочий составлял три года.
Число депутатов городских советов варьировалось от 12 до 30. Голосовать и быть избранным мог любой японский подданный-житель города, который уплачивал в год свыше 5 иен местных налогов. Срок полномочий депутатов городского совета также составлял три года. До 1931 года советы были совещательными органами при мэре города, однако с 1 апреля 1931 года им были даны полномочия местной исполнительной власти.
В большинстве районных советов было от 8 до 14 депутатов, назначавшихся на три года районным мировым судьёй и работавших на общественных началах. При назначении мировой судья был обязан прислушиваться к мнению населения. В их ведении находился районный бюджет. Однако в 43 районах (из более, чем 2 500) советы были выборными и имели право занимать деньги у банков. 1 апреля 1931 года эти «особые» районы были переименованы в «селения» (яп. 邑, ю:), а советы в «обычных» районах стали выборными. При этом, так же как и на выборах в городские советы, существовал имущественный ценз, однако он мог быть понижен вплоть до 1 иены уплаченных годовых налогов. Срок полномочий советов как в селениях, так и в районах, был увеличен с трёх до четырёх лет.
Также в 1920 года при начальниках районов были созданы совещательные советы, занимавшиеся вопросами образования. В силу разницы в языках обучения, существовал отдельный совет для японских школ, и отдельный — для корейских.
Колониальные власти характеризовали систему самоуправления, существовавшую в 1920—1931 годах как «подготовительный этап на пути к формированию местного самоуправления», а систему самоуправления после реформы 1931 года как «несовершенную и всё ещё далёкую от той, что существует в собственно Японии». Однако, как отмечало генерал-губернаторство, ситуация в Корее не позволяла дать местной администрации дополнительные полномочия.
И реформа 1920 года, и реформа 1931 года были проведены в период правления генерал-губернатора Сайто Макото.